# 祖辛
祖辛（そしん）は殷朝の第14代王。祖乙の子。